# Lembitu
Lembitu (mort en 1217) est un chef de guerre estonien (vanem) de la province de Sakala, qui a tenté de réunir les Estoniens contre les chevaliers Porte-Glaive pendant les croisades baltes en Livonie. Il nous est connu par la chronique d'Henri le Letton qui le mentionne à l'occasion du siège et de la prise de Viljandi en mars 1211. Il est vaincu une première fois et fait prisonnier en 1215. Il reçoit le baptême avant d'être libéré en 1217. Il parvient à rassembler une armée de 6 000 Estoniens de différents comtés et fait alliance avec les Russes de Novgorod, mais ceux-ci arrivent trop tard. Lembitu est vaincu et tué le 21 septembre 1217 à la bataille de la saint Matthieu à 11 km au nord-ouest de Viljandi.

## Source
- Histoire de l'Estonie et de la nation estonienne par Jean-Pierre Minaudier Publié par L'Harmattan, 2007  (ISBN 2-296-04673-8 et 978-2-296-04673-3)